# チームE 2nd Stage「奇幻加冕禮」
BEJ48 チームE 2nd Stage「奇幻加冕禮」公演は、SNH48の姉妹グループであるBEJ48チームEの2nd公演であり、BEJ48初のオリジナル公演である。

## 公演内容

### 曲目
本編
1. overture
（作曲・編曲：尾澤拓実）
全BEJ48公演共通である。
2. 騎士の序曲
（骑士序曲、作詞：左放、作曲：胡臻、編曲：胡臻）
3. 不思議な戴冠礼
（奇幻加冕礼、作詞：左放、作曲：胡臻、編曲：胡臻）
4. 朝焼けの版図
（朝霞版图、作詞：夏寧、作曲：唐紹崴、編曲：郭偉聰）
5. 楽園
（乐园、作詞：夏寧、作曲：胡臻、編曲：胡臻）
6. プリンセス号
（公主号、作詞：周潔穎、作曲：袁大巍/周琦、編曲：蔡庭貴）
7. 暗夜の足音
（暗夜脚步声、作詞：夏寧、作曲：Steve Wu/朴志娟/金源奕、編曲：Steve Wu/金源奕）
8. 一千零一夜
（一千零一夜、作詞：夏寧、作曲：胡臻、編曲：胡臻）
9. 愛の魔法は
（爱的魔法、作詞：左放、作曲：胡臻、編曲：胡臻）
10. シンデレラのガラス携帯
（灰姑娘的玻璃手机、作詞：Tadayoshi、作曲：Tadayoshi、編曲：Tadayoshi）
11. 幸せパスワード
（幸福密码、作詞：夏寧、作曲：胡臻、編曲：胡臻）
12. 航海の道
（航海之路、作詞：劉爭爭、作曲：胡臻、編曲：胡臻）
13. 悪魔の箱驚き
（魔盒惊奇、作詞：黄楓宜、作曲：胡臻、編曲：胡臻）
14. 靑春の絵巻
（青春画卷、作詞：張旭、作曲：張旭、編曲：蕭恒嘉）

アンコール
1. 壮途の楽
（征程之乐、作詞：左放、作曲：胡臻、編曲：胡臻）
2. アトランティスの記念
（亚特兰蒂斯纪念、作詞：夏寧、作曲：胡臻、編曲：胡臻）
3. 光
（光芒、作詞：夏寧、作曲：胡臻、編曲：胡臻）

## BEJ48 チームE 2nd Stage「奇幻加冕禮」公演
公演期間
2016年12月24日 -
出演メンバー
頊澌煬・李媛媛・林堃・李梓・鄭一凡・張笑盈・馮思佳・羅雪麗・李想・陳姣荷・劉勝男・蘇杉杉・馬玉靈・李詩彦・陳倩楠・易妍倩・サポートメンバー

ユニット曲担当
- プリンセス号（頊澌煬、李媛媛、林堃）
- 暗夜の足音（李梓、鄭一凡、張笑盈、馮思佳）
- 一千零一夜（羅雪麗、李想、陳姣荷）
- 愛の魔法は（劉勝男、蘇杉杉、馬玉靈、李詩彦）
- シンデレラのガラス携帯（陳倩楠、易妍倩）

## CKG48 チームK 1st Stage「奇幻加冕禮」公演
公演期間
2017年11月4日 -
出演メンバー
劉炅然・黄琬瓔・王露皎・趙澤慧・林舒晴・呉晶晶・鄭陽瑩・章宇陽・呉學雨・鄧倩・郝婧怡・石勤・韓林芹・田禎臻・李瑜璇・夏文倩・サポートメンバー

ユニット曲担当
- プリンセス号（呉晶晶、呉學雨、鄧倩）
- 暗夜の足音（劉炅然、章宇陽、李瑜璇、夏文倩）
- 一千零一夜（趙澤慧、鄭陽瑩、郝婧怡）
- 愛の魔法は（黄琬瓔、王露皎、韓林芹、田禎臻）
- シンデレラのガラス携帯（林舒晴、石勤）